# Celsiana
La celsiana è un minerale appartenente al gruppo del feldspato. Conosciuta anche come Cls.

## Morfologia
Monoclino.

## Origine e giacitura
Template:La celsiana si può trovare spesso associata a feldspato, una componente essenziale della roccia. Questo minerale è quindi reperibile quasi in tutto il mondo. Una delle cave in cui si trova in abbondanza è la miniera di jakobsberg a filpstad, in Svezia.